# ۲٬۱-اتان دیتیول
۲،۱-اتان دیتیول  (به انگلیسی: 1,2-Ethanedithiol) یک ترکیب شیمیایی است. شکل ظاهری این ترکیب، مایع بی‌رنگ است.